# Ahmed Tidiane Souaré

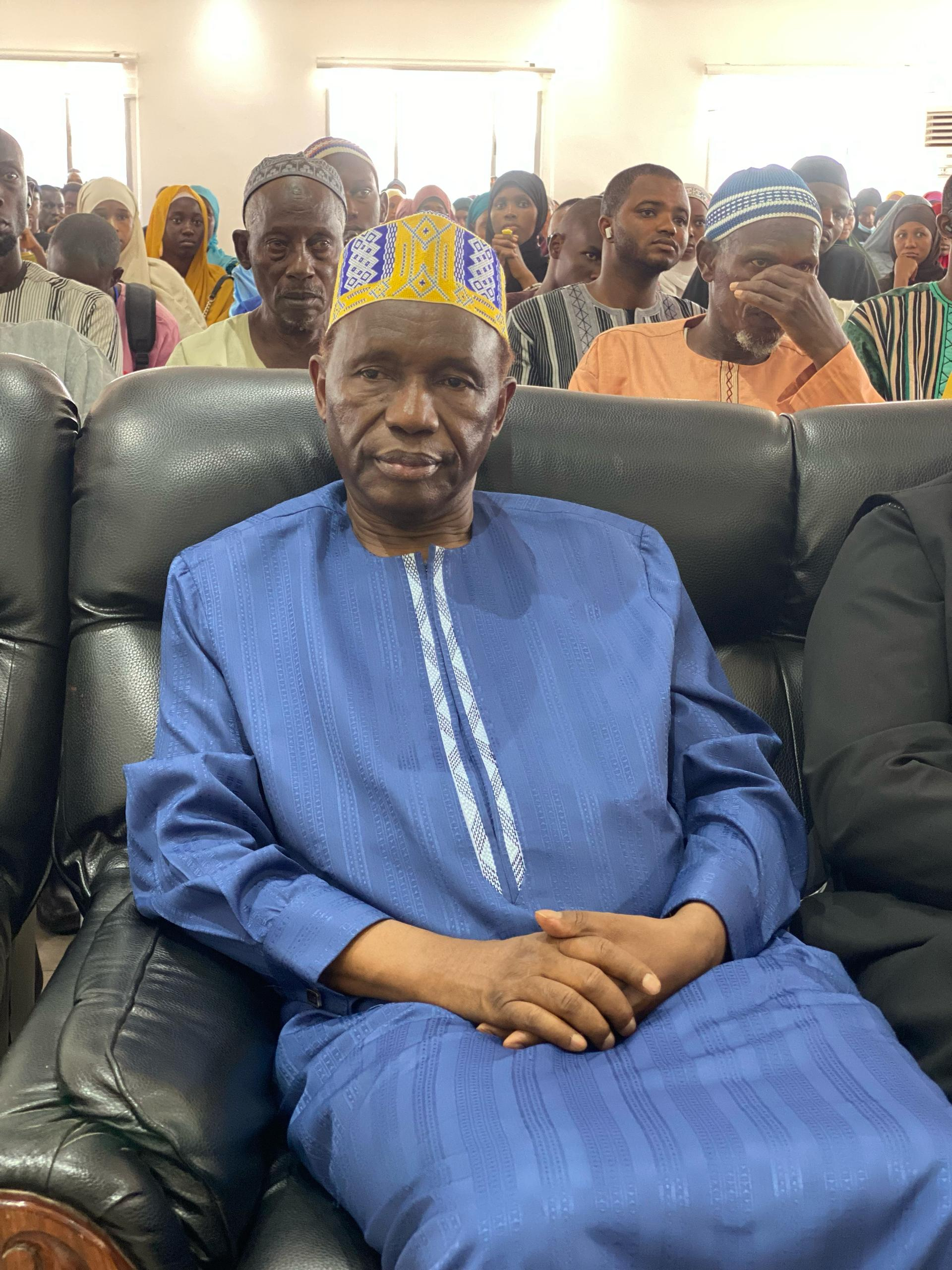
Ahmed Tidiane Souaré - 2025

Ahmed Tidiane Souaré (1951) es un político guineano, que fue Primer ministro de su país desde el 20 de mayo de 2008 hasta el 30 de diciembre de 2008. Fue nombrado por el presidente Lansana Conté para sustituir a Lansana Kouyaté. Kouyaté fue un candidato de consenso y su destitución se consideró un aumento de poder del presidente. Anteriormente Souare ya había formado parte del gobierno como Ministro de Minas y Geología, en mayo de 2005, ocupando posteriormente otros ministerios hasta marzo de 2007 cuando se formó el gobierno de Kouyaté. También ha ocupado otros cargos, como Presidente de la Comisión Nacional de Guinea en la Unesco.
Tras morir el presidente Conté su situación es compleja, ya que el mismo día de la muerte se produjo un intento de golpe de Estado por parte del ejército, que anunció en la radio la suspensión de la Constitución y la disolución del gobierno. Souaré realizó un comunicado junto al jefe del ejército, Diarra Camara, pidiendo calma a la población. La presencia de Cámara podría significar una división el ejército según los observadores internacionales. Sin embargo, el golpe triunfo y Moussa Dadis Camara se convirtió en el jefe de Estado. Dadis Cámara decidió sustituir a Tidiane Souaré y nombrar al banquero  Kabiné Komara en su lugar.
| Predecesor: Lansana Kouyaté | Primer ministro de la República de Guinea 2008 | Sucesor: Kabiné Komara |